# Kistanje
Kistanje är en ort i Kroatien.   Den ligger i länet Šibenik-Knins län, i den södra delen av landet, 200 km söder om huvudstaden Zagreb. Kistanje ligger 239 meter över havet och antalet invånare är 1 761.
Terrängen runt Kistanje är platt, och sluttar söderut. Runt Kistanje är det ganska glesbefolkat, med 45 invånare per kvadratkilometer. Närmaste större samhälle är Knin, 20,0 km öster om Kistanje. Omgivningarna runt Kistanje är en mosaik av jordbruksmark och naturlig växtlighet.